# Josip Grgur Scotti
Josip Grgur Scotti (Kaštel Stari, 11. ožujka 1732. – 1. siječnja 1817.), ninski biskup i zadarski nadbiskup.

## Životopis
Rodio se u Starome 11. ožujka 1732. u oca Dominika i majke Mandalene. Krstio se 19. ožujka 1732. godine. Nakon što je zaređen za svećenika, izabran je za arhiđakona kaptola u Skradinu. Papa Pio VI. imenovao ga je 14. prosincaza nadbiskupa u Ninu. 16. travnja 1793. imenovan je počasnim kanonikom ninske biskupije. Papa Lav XII. ninskog biskupa Josipa Grgura Scottija, godine 1807. imenuje zadarskim nadbiskupom.
Bio je odlikovan vitezom Reda Željezne krune. Umro je 1. siječnja 1817.